# Condylactis gigantea
Condylactis gigantea (Luciferanemoon) is een zeeanemonensoort uit de familie Actiniidae. Condylactis gigantea werd in 1860 voor het eerst wetenschappelijk beschreven door Weinland. Het is een tropische soort die wordt aangetroffen in ondiepe riffen en andere ondiepe kustgebieden in de Caraïbische Zee – meer specifiek West-Indië – en de westelijke Atlantische Oceaan, inclusief Zuid-Florida en de Florida Keys.

## Beschrijving
Condylactis gigantea is ongeveer 15 cm hoog en 30 cm breed, waardoor de schijfdiameter ongeveer 40 cm van aard is. Het is een groot, zuilvormig dier en kan verschillende kleuren vertonen: wit, lichtblauw, roze, oranje, lichtrood of lichtbruin. Zijn mond is omgeven door 100 of meer tentakels. Deze tentakels verschillen in elk individu van de soort en hun uiteinden kunnen paars of roze gekleurd zijn of ze mogen zelfs geen verandering van kleur hebben en bleker worden dan het lichaam zelf. De tentakels zijn bruin of groenachtig getint en de basale schijf is stevig bevestigd aan het substraat met als enige "vrij zwevende" gedeelte de tentakels.
Net als veel andere zeeanemonen in de tropische ondiepe zeeën, leeft Condylactis gigantea in symbiose met zoöxanthellen, eencellige algen uit de groep van dinoflagellaten, die de anemoon voorzien van fotosynthetisch geproduceerde voedingsstoffen. In aanvulling hierop vangt Condylactis gigantea ook planktonische organismen. Daarnaast is de Condylactis gigantea een symbiotische partner van schaaldieren zoals Stenorhynchus seticornis, steurgarnalen en verschillende jonge lipvissoorten.

## Leefgebied
Condylactis gigantea wordt meestal gevonden in de spleten van rotswanden, bevestigd aan een rots, schelp of bijna elk ander hard object in ondiep water dat het grootste deel van de tijd zeewater op volle sterkte ervaart, wat kan verklaren waarom de soort zo gebruikelijk is in Bermuda. Condylactis gigantea komt met name voor rond riffen, in zoals “forereef” als lagune gebieden. Het is ook te vinden in de meeste kustgebieden, op koraalriffen, hoewel dit minder vaak voorkomt. Deze zeeanemonen zijn over het algemeen overal te vinden, van het intergetijdengebied tot een diepte van 30 meter.
Condylactis gigantea speelt een belangrijke rol in hun subtidale gemeenschappen door onderdak te bieden aan een verscheidenheid aan commensalen (verschillende soorten vissen en schonere garnalen), en ze dienen als "basisstations" voor het schoonmaken van vissen.